# Sinpcho
Město Sinpcho (korejsky 신포시 – Sinpcho si) je přístavní město v severokorejské provincii Jižní Hamgjong. Leží na východním pobřeží Korejského poloostrova na břehu Japonského moře.
Ve městě je železniční stanice na trati Pchjongjang – Rason, která vede z hlavního města, Pchjongjangu, na severovýchod země do Rasonu.
V sousedství města je námořní základna Severokorejského námořnictva.